# Dejan Pavlovic
Dejan Pavlovic (Helsingborg, 23 gennaio 1971) è un ex calciatore svedese, di ruolo attaccante.

## Carriera

### Club
Pavlovic vestì la maglia dell'Helsingborg e dell'Högaborg, prima di trasferirsi al Malmö. Si trasferì poi ai greci del Kavala e ai ciprioti dell'Anorthōsis, prima di firmare per i norvegesi del Bryne. Esordì nell'Eliteserien in data 29 luglio 2001, nella sconfitta per 0-3 contro il Brann. Il 18 agosto arrivò la prima rete, nella sconfitta per 3-1 in casa del Rosenborg. Nel 2004, fu in forza al Landskrona BoIS.